# ارکایتس رویز
ارکایتس رویز (انگلیسی: Arkaitz Ruiz؛ زادهٔ ۱۸ ژوئیهٔ ۱۹۸۹) بازیکن فوتبال اهل اسپانیا است.
از باشگاه‌هایی که در آن بازی کرده‌است می‌توان به باشگاه فوتبال اتلتیک بیلبائو بی و باشگاه فوتبال زامورا اشاره کرد.